# Andrew Drevo
Andrew Drevo (* 4. März 1981 in Lincoln, Nebraska) ist ein ehemaliger US-amerikanischer Basketballspieler. Nachdem Drevo zunächst während seines Studiums in seinem Heimatland für Collegemannschaften gespielt hatte, spielte er als Profi in Europa, darunter in Deutschland. Für Braunschweig, Quakenbrück und Bremerhaven bestritt er insgesamt 153 Bundesligaspiele. Er stand ebenfalls bei Vereinen in Schweden, Frankreich, Spanien sowie in seinem Heimatland in der NBA Development League (D-League) unter Vertrag.

## Karriere
Während seines Studiums spielte er zunächst für die Mustangs des Morningside College in Iowa in der Division II der NCAA. Dort gehörte er zu den treffsichersten Schützen jenseits der Drei-Punkt-Linie in der Geschichte dieser Collegemannschaft. Nach zwei Jahren kehrte in seine Geburtsstadt zurück und studierte an der University of Nebraska-Lincoln weiter. Bedingt durch die Bestimmungen der NCAA war er zunächst für ein Jahr in keinem Meisterschaftsspiel spielberechtigt, bevor er dann ab 2002 für die (Corn)Huskers in der Division I der NCAA antreten durfte.
In seinem ersten Jahr in Europa spielte er in Schweden und gewann 2005 auf Anhieb mit seinem Verein die schwedische Meisterschaft. Mit knapp über 20 Punkten und fast 9 Rebounds pro Spiel eine der Hauptstützen seiner Mannschaft empfahl er sich für die spielstärkere erste französische Liga Pro A. Hier wurde er im Dezember 2005 von seinem Verein in Brest entlassen und wechselte eine Klasse tiefer in die Pro B nach Nanterre. In Nanterre blieb er anderthalb Jahre, bevor ihn die New Yorker Phantoms Braunschweig nach Deutschland in die Basketball-Bundesliga holten. In Braunschweig gehörte er zu den Leistungsträgern und wurde von Verein und Trainer geschätzt, die ihn zum Kapitän der Mannschaft machten. Im Sommer 2009 kam es trotz eines noch laufenden Vertrages zur Trennung. Drevo wollte nicht zu den Niedersachsen zurückkehren, führte unter anderem fehlenden Austausch mit dem neuen Trainer Sebastian Machowski sowie zuvor vollzogene Trennung von Trainer Emir Mutapčić als Gründe an. Damit zog er sich den Ärger der Braunschweiger Verantwortlichen zu, die Drevo vorwarfen, bei einem anderen Verein auf eine bessere Bezahlung aus zu sein.
Ihn zog es nach Spanien in die dortige zweite Liga LEB Oro. Sein Vertrag in Girona wurde jedoch im Januar 2010 aufgelöst, so dass er für die Eisbären Bremerhaven frei war, die ihn umgehend unter Vertrag nahmen. Den Eisbären sicherte er mit einem spiel- und serienentscheidenden „Buzzer Beater“ in der Schlusssekunde beim frischgekürten EuroChallenge-Sieger BG 74 Göttingen den Play-off-Halbfinaleinzug um die Deutsche Meisterschaft. Dort schied man seinerseits im fünften und entscheidenden Spiel zuhause gegen die Skyliners Frankfurt aus. Nach einer weiteren Spielzeit bei den Eisbären, die am Ende der Saison 2010/11 in der ersten Runde der Play-offs gegen Titelverteidiger Brose Baskets chancenlos waren, verließ Drevo den Verein.
Nachdem Drevo 2011 keinen neuen Vertrag in Europa bekommen hatte, unterschrieb er für eine Spielzeit bei den Iowa Energy in der D-League. Für die Saison 2012/13 erhielt Drevo dann einen zunächst auf zwei Monate befristeten Vertrag bei den Dragons aus der Samtgemeinde Artland und kehrte damit in die deutsche Basketball-Bundesliga zurück. Dieser Vertrag wurde im November 2012 von Seiten der Dragons nicht verlängert und Drevo verließ die Mannschaft wieder. Er unterschrieb daraufhin im Januar einen Vier-Wochen-Vertrag in Frankreich bei Le Mans Sarthe Basket in der obersten Spielklasse Pro A. Kurz vor Transferschluss Ende Februar 2013 unterschrieb Drevo dann einen Vertrag in Bremerhaven und kehrte zu dem Verein sowie in die Bundesliga zurück.
Nach dem Ende seiner Spielerlaufbahn wurde Drevo im US-Bundesstaat Nebraska beruflich bei einer christlichen Sportvereinigung tätig.